# Syzeuctus eximius
Syzeuctus eximius är en stekelart som beskrevs av Walley 1934. Syzeuctus eximius ingår i släktet Syzeuctus och familjen brokparasitsteklar. Inga underarter finns listade i Catalogue of Life.